# 厂部
厂部（かんぶ）は、漢字を部首により分類したグループの一つ。
康熙字典214部首では27番目に置かれる（2画の21番目）。

## 概要
厂部には「厂」を筆画の一部として持つ漢字を分類している。
形の由来としては、崖を象ったもの（「厓」「原」など）、石を象ったもの（「厲」「厭」など）、小屋を象ったもの（「厨」「厠」）などがある。これらは「广」と書かれることもあり、その場合は广部に属する。
UnicodeのCJK部首補助では、「厂」に対する変形に準ずる扱いとして「⺁」の字形が登録されている。

## 部首の通称
- 日本：がんだれ（雁の略字に使ったことから）
- 中国：偏厂・厂字头（changzitou、「厂」は「廠」の簡体字）
- 韓国：민엄호부（min eomho bu、飾りのない广の部）
- 英米：Cliff radical

## 部首字
厂
- 広韻 - 呼旱切
- 詩韻 - 旱韻、上声
- 三十六字母 - 暁母
- 日本語 - 音：カン（漢音）
- 中国語 - ピンイン：hǎn 注音：ㄏㄢˇ ウェード式：han3
- 朝鮮語 - 訓音：굴바위（gulbawi、いわ） 한(han)

甲骨文
金文
大篆
小篆

## 例字
- 2:厄、6:厓、7:厚・厘（釐→里部11）・厖、8:原、9:厠（廁→广部9）・厩（廏→广部11）、10:厨（廚→广部12）・厥、12:厭
  - 𠫑